# Iuri Tiniànov
Iuri Nikolàievitx Tiniànov (rus: Ю́рий Никола́евич Тыня́нов; Rejitsa, 18 d'octubre de 1894 – Moscou, 20 de desembre de 1943) fou un escriptor i filòleg rus. Va ser una autoritat sobre Aleksandr Puixkin i un membre important de l'escola formalista russa.

## Biografia
Mentre assistia a la Universitat de Petrograd, Tiniànov freqüentà el seminari de Puixkin en mans de l'acadèmic literari Semion Venguérov. El 1921 aparegueren els seus primers treballs a la premsa.
Escriptor i historiador, va ser professor d'història de la literatura russa a l'Institut d'Història de l'Art de Leningrad entre 1920 i 1931. El 1927 escrigué el relat breu El sotstinent Susdit, traduït al català el 2015 per Jaume Creus i editat per Adesiara editorial, Martorell. El 1928, juntament amb el lingüista Roman Jakobson, publicà unes tesis que foren un precedent de l'estructuralisme. Tiniànov també escrigué novel·les històriques on aplicà les seves teories. Els seus altres treballs inclouen biografies populars d'Aleksandr Puixkin i Wilhelm Küchelbecker i traduccions destacades de Heinrich Heine i altres autors. Morí a Moscou d'esclerosi múltiple.

## Família
Iuri Tiniànov es va casar el 3 de febrer de 1916 amb Leia Abélevna (Ielena Aleksàndrovna) Zílber (pel seu primer matrimoni Katxanívskaia, germana de Lev Zílber i Veniamín Kaverin); la seva filla és la poetessa i traductora Inna Tiniànova (1916-2004).